# Khamis Al-Zahrani
Khamis Al-Zahrani (3 de agosto de 1977) é um ex-futebolista profissional saudita que atuava como meia.

## Carreira
Khamis Al-Zahrani fez parte do elenco da Seleção Saudita de Futebol nas Olimpíadas de 1996.